# KNode
KNode je free čtečka zpráv pro desktopové prostředí KDE.
Podporuje mnoho NNTP serverů, vlákna se zprávami, vyhodnocování, X-Face hlavičky (čtení a posílání), mezinárodní znakovou sadu. Funguje jako standardní čtečka zpráv v groupware Kontact.
Je udržován uvnitř modulu kdepim.